# 季氏金线鲃
季氏金线鲃（学名：Sinocyclocheilus jii），也称季氏金線魮，为鲤科金线鲃属的鱼类。分布於亞洲中國廣西壯族自治區西賀江上游的富川縣，常生活于地下岩洞附近。该物种的模式产地在广西富川县贺江上游。
本魚體延長且側扁，口端位，上頷略長於下頷，具觸鬚2對，眼中等，側線明顯體被鱗片，側線鱗片47-52枚，背鰭軟條7枚， 臀鰭軟條5枚，脊椎骨36-38個，胸鰭短，不及於腹鰭起點，尾鰭叉形，體色青灰色，體側顏側線具有多個不明顯的褐色圓斑，體長可達16公分，棲息在洞穴底中層水域，生活習性不明。

## 扩展阅读
維基物種上的相關：季氏金线鲃
 維基物種上的相關：季氏金線魮